# Drospirenone
Il drospirenone è un farmaco progestinico (agonista progestinico di quarta generazione) usato nei contraccettivi orali combinati (COCs) e nella terapia ormonale sostitutiva post-menopausale in combinazione con il 17-β-estradiolo.
Si differenzia dagli altri progestinici di natura sintetica per caratteristiche farmacologiche più simili al progesterone naturale; possiede inoltre proprietà di tipo anti-mineralcorticoidee (attività diuretica simile a quella dello spironolattone), contrasta l'attività stimolante dell'estrogeno nel sistema renina-angiotensina-aldosterone e non possiede caratteristiche androgenizzanti.
A tutto il 2013, in Italia, sono in commercio diverse pillole anticoncezionali contenenti drospirenone, differenti tra loro per il rapporto quantitativo con l'estrogeno (etinilestradiolo). Tra queste:
- Aliane ®, Bayer: etinilestradiolo 0,02 mg, drospirenone 3 mg, 21 compresse
- Eloine ®, Bayer: etinilestradiolo 0,02 mg, drospirenone 3 mg, 28 compresse (ciclo esteso)
- Yarina ®, Bayer: etinilestradiolo 0,03 mg, drospirenone 3 mg, 21 compresse
- Yasmin ®, Bayer: etinilestradiolo 0,03 mg, drospirenone 3 mg, 21 compresse
- Yasminelle ®, Bayer: etinilestradiolo 0,02 mg, drospirenone 3 mg, 21 compresse
- Yaz ®, Bayer: etinilestradiolo 0,02 mg, drospirenone 3 mg, 28 compresse

## Farmacocinetica
Il drospirenone contenuto in compresse e assunto per via orale viene assorbito rapidamente a causa della sua lipofilia nel primo tratto gastrointestinale (stomaco, duodeno ed intestino tenue). La biodisponibilità del farmaco è ottima, il legame alla proteine plasmatica supera il 97% (non si lega tuttavia alle globuline leganti gli ormoni sessuali) . Il drospirenone viene metabolizzato estesamente dal fegato, in parte attraverso il CYP3A4. I prodotti del metabolismo epatico vengono escreti tramite urine e bile.

## Farmacodinamica
Il drospirenone mima l'azione fisiologica del progesterone e, in combinazione con l'estrogeno (che previene la metrorragia), inibisce il picco pre-ovulatorio dell'LH, impedendo l'ovulazione e ostacolando il fisiologico trofismoendometriale. Inoltre, analogamente allo spironolattone, contrasta l'azione salino-idroritentiva dell'aldosterone con blando effetto diuretico. Differentemente dai progestinici di prima e seconda generazione, non mostra azioni virilizzanti.

## Effetti avversi
Come per tutti gli estroprogestinici, l'assunzione di estroprogestinici contenenti drospirenone è correlata ad un rischio maggiore di sviluppo di malattia tromboembolica e deve essere associata a modifiche dello stile di vita che riducano il rischio cardiovascolare complessivo (sospensione del fumo di sigaretta e identificazione dei soggetti con trombofilia genetica od acquisita); deve essere comunque ricordato che le donne che assumono estroprogestinici contenenti drospirenone hanno un rischio tromboembolico 2-3 volte maggiore rispetto alle donne che assumono pillole contenenti levonorgestrel, un progestinico di seconda generazione, anche se sono necessari ulteriori studi per quantificare l'esatto rischio relativo.
Il drospirenone possiede inoltre un precipuo effetto iperpotassiemizzante e non dovrebbe essere assunto insieme a diuretici risparmiatori di potassio (canrenoato di potassio, spironolattone), integratori di potassio, eparina, ACE inibitori o sartani. 
Altri effetti avversi comuni ad altri estroprogestinici sono: nausea, aumento ponderale, tensione mammaria, cefalea, riacutizzazione degli episodi emicranici, irregolarità mestruali (si regolarizzano dopo i primi cicli e con l'assunzione costante), irritabilità, iperlipidemia.
Il drospirenone deve essere usato con cautela nelle pazienti con problematiche epatiche o renali.